# Rhyacophila towadensis
Rhyacophila towadensis là một loài Trichoptera trong họ Rhyacophilidae. Chúng phân bố ở miền Cổ bắc.